# Городець (Столинський район)
Городець (біл. Гарадзец) — село в Білорусі, у Столинському районі Берестейської області. Орган місцевого самоврядування — Лядецька сільська рада.

## Географія
Розташоване у трикутнику між Прип'ятю та Горинню, за 40 км від залізничної станції Горинь.

## Історія
У XIX столітті власником села були поміщики Киневичі. 1970 року в селі білоруська фольклористка І. Назіна записала українську народну пісню «Терниця» й після перекладу опублікувала її як «білоруську народну пісню» (див. піснекрадство).

## Населення
За переписом населення Білорусі 2009 року чисельність населення села становила 229 осіб.